# Sistema de ligas de fútbol de Venezuela
El sistema de ligas del fútbol profesional venezolano  es una serie de ligas interconectadas, organizadas por la Federación Venezolana de Fútbol. Actualmente hay 2 competiciones de liga, en la que participan 30 clubes de 16 estados del país. Este sistema cuenta con una modalidad de descensos y ascensos entre ellas. Además, se juega la Liga Nacional Masculina, con equipos de todo el país, aunque desde esta categoría no se puede ascender.

## Sistema de ligas de fútbol masculino
| Nivel | Ligas o Divisiones                              |
| ----- | ----------------------------------------------- |
| 1     | Liga FUTVE 14 equipos                           |
| 2     | Liga FUTVE 2 16 equipos                         |
| 3     | Liga Nacional Masculino de Venezuela 88 equipos |

### Copa Nacional
- Copa Venezuela

### Competiciones extintas
- Segunda División B de Venezuela (2006-2012)
- Torneo Aspirantes de Venezuela

## Sistema de ligas de fútbol femenino

### Profesional
- Primera División Femenina de Venezuela

### Copa Nacional
- Copa Venezuela Femenina

### Competiciones extintas
- Superliga femenina de fútbol de Venezuela
- Liga Nacional de Fútbol Femenino (Venezuela)
- Segunda División Liga Nacional de Fútbol Femenino (Venezuela)